# Casato degli Sponheim
Il Casato degli Sponheim o Spanheim (anche noti come Sponheimer o Spanheimer) fu una nobile famiglia del  Sacro Romano Impero nell'alto medioevo. Essi erano duchi di Carinzia (già Carantania) dal 1122 fino al 1269 e conti di Sponheim fino al 1437. La loro sede era il castello di  Sponheim (Burgsponheim), nella Renania-Palatinato.
Nell'XI secolo la famiglia si divise in due rami molto uniti. Uno dei due rami, probabilmente il più antico, tenne il ducato di Carinzia e diede origine alla contea di Ortenburg (Baviera). Gli altri rimasero nel sud-ovest della Germania mantenendo la contea di Sponheim.
Il fondatore del ramo ducale fu Sigfrido I di Sponheim (1010 circa-7 febbraio 1065), un franco ripuario progenitore di Corrado II il Salico. Per questa ragione la famiglia è spesso chiamata Sigfridingi (Siegfrieding). Sigfrido seguì Corrado nella sua campagna del  1035 contro Adalberone di Eppenstein, allora duca di Carinzia. Egli sposò Riccarda, figlia di un conte Engelbert di Baviera della nobile famiglia di Sieghardinger ed erede di grandi territori in Carinzia e nella contea del Tirolo. Nel 1045 Sigfrido, allora chiamato conte di Sponheim, ricevette il titolo di un margraviato estinto nella marca ungherese da Enrico III il Nero. Dopo l'estinzione della casa di Eppenstein nel 1122, suo nipote Enrico III di Sponheim venne posto a capo del ducato di Carinzia, dando così avvio ad una dinastia che ebbe termine nel 1269 dopo la morte di Ulrico III di Carinzia. 
Il fondatore del ramo di Renania fu Stefano I di Sponheim (-1080), che potrebbe essere stato un primo cugino, un figlio o un nipote di Sigfrido. Uno dei suoi successori, Goffredo III (1183-1218), sposò Adelaide di Sayn, sorella ed erede dell'ultimo conte di Sayn, Enrico II. Nel 1437 questo ramo cessò di avere una linea di successione maschile e i discendenti della linea femminile divennero i margravi di Baden e del Palatinato-Simmern-Zweibrücken, assumendo il titolo di conti di Sponheim, assieme a quello di Elettori Palatini, che avevano ricevuto in dote.
Il ramo dei conti di Ortenburg esiste ancora oggi a Tambach (Baviera). Una linea collaterale dei Renish è sopravvissuta anch'essa ed è impersonata dal principe di Sayn-Wittgenstein.